# Frog City Software
Frog City Software era un'azienda statunitense produttrice di videogiochi, fondata da Rachel Bernstein nel 1994 e chiusa nel 2006.
Nel 2006 la società fu acquisita dalla Take Two Interactive e, insieme alla PopTop Software, venne fusa con la Firaxis Games.

## Videogiochi
- Imperialism, 1997.
- Imperialism II: Age of Exploration, 1999.
- Trade Empires, 2001.
- Tropico 2: Il covo dei pirati, 2003.
- Snow, 2005. (cancellato nel giugno del 2006)

| Controllo di autorità | VIAF (EN) 143316565 · ISNI (EN) 0000 0000 9693 6401 · LCCN (EN) no00030660 · BNF (FR) cb14242917k (data) |